# Squid (mjukvara)

LAMP (here with Squid as web cache). A high performance and high-availability solution for a hostile environment

Squid är ett datorprogram som korttidslagrar text, bild och data som hämtas från Internet på begäran från webbläsare. När sedan någon begär samma data igen, skickas den sparade versionen istället. 
Squid kan användas på två olika sätt. Antingen som en mellanhand mellan exempelvis ett företags intranät och resten av Internet, vilket gör att företaget sparar bandbredd och även ökar den upplevda hastigheten på välbesökta webbsidor. Det andra sättet är att öka hastigheten på sin egen webbplats genom att placera en squid "framför" den ordinarie webbservern, så att alla förfrågningar passerar genom squid. Lagrade förfrågningar kan då få svar omedelbart, utan att den ordinarie servern alls behöver kontaktas. I detta fallet är fördelen att CPU-kraft och minne sparas in, samt att webbplatsen upplevs som mera responsiv. 
Squid är öppen källkod och har som sådan utvecklats av många olika programmerare och företag världen över, men initiativtagare och projektledare är National Laboratory for Applied Network Research, som finansieras av den amerikanska federala organisationen National Science Foundation.